# Supercoupe d'Italie de football 1995
Navigation
Supercoupe d'Italie 1994 Supercoupe d'Italie 1996
La Supercoupe d'Italie 1995 (italien : Supercoppa italiana 1995) est la huitième édition de la Supercoupe d'Italie, épreuve qui oppose le champion d'Italie au vainqueur de la Coupe d'Italie. Disputée le 17 janvier 1996 au stadio delle Alpi à Turin , la rencontre est remportée par la Juventus aux dépens de l'AC Parme sur le score de 1-0.

## Participants
La rencontre oppose la Juventus à l'AC Parme. Le club turinois se qualifie au titre de son doublé coupe-championnat 1995 et les Parmesans se qualifient pour la Supercoupe à la suite de leur place de finaliste en Coupe d'Italie. 
Juventus-AC Parme est une confrontation inédite ainsi que la première édition à ne pas opposer à proprement parler le champion contre le vainqueur de Coupe. Auparavant, les deux clubs disputent chacun une édition qui se soldent par une défaite (Juve : Supercoupe 1990 et Parme : Supercoupe 1992).

## Rencontre
L'équipe piémontaise ouvre le score en première mi-temps par l'intermédiaire de Gianluca Vialli, vainqueur de l'édition 1991 avec la Sampdoria de Gênes. Son avance reste inchangée jusqu'au terme de la rencontre et les Turinois gagnent ainsi leur 1re Supercoupe.

## Feuille de match
| 17 janvier 1996 | Juventus   | 1-0   | AC Parme | Stadio delle Alpi, Turin    |                             |
|                 | Vialli 33e | (1-0) |          | Arbitrage : Piero Ceccarini | Arbitrage : Piero Ceccarini |

| Juventus | Parme |

| Gardien de but | 1  | Angelo Peruzzi        | 39e    |     |
| D              | 2  | Ciro Ferrara          | Averti |     |
| D              | 20 | Pietro Vierchowod     |        |     |
| D              | 15 | Alessio Tacchinardi   |        |     |
| D              | 3  | Moreno Torricelli     |        |     |
| M              | 8  | Antonio Conte         |        |     |
| M              | 6  | Paulo Sousa           |        | 83e |
| M              | 14 | Didier Deschamps      |        |     |
| A              | 9  | Gianluca Vialli       |        | 77e |
| A              | 10 | Alessandro Del Piero  |        | 40e |
| A              | 11 | Fabrizio Ravanelli    |        |     |
| Remplaçants :  |    |                       |        |     |
| Gardien de but | 12 | Michelangelo Rampulla |        | 40e |
| D              | 4  | Massimo Carrera       |        | 83e |
| M              | 7  | Angelo Di Livio       |        | 77e |
| Entraîneur :   |    |                       |        |     |
| Marcello Lippi |    |                       |        |     |

| Gardien de but | 1  | Luca Bucci        |        |     |
| D              | 14 | Roberto Mussi     |        | 77e |
| D              | 6  | Fernando Couto    | Averti |     |
| D              | 7  | Roberto Sensini   |        |     |
| D              | 17 | Fabio Cannavaro   | Averti |     |
| D              | 3  | Alberto Di Chiara |        | 46e |
| M              | 23 | Massimo Brambilla |        |     |
| M              | 24 | Dino Baggio       |        |     |
| M              | 9  | Massimo Crippa    |        | 83e |
| A              | 10 | Gianfranco Zola   |        |     |
| A              | 8  | Hristo Stoitchkov |        |     |
| Remplaçants :  |    |                   |        |     |
| D              | 2  | Antonio Benarrivo |        | 83e |
| A              | 18 | Faustino Asprilla |        | 77e |
| A              | 20 | Alessandro Melli  |        | 46e |
| Entraîneur :   |    |                   |        |     |
| Nevio Scala    |    |                   |        |     |